# Sigdal
Sigdal è un comune norvegese della contea di Buskerud.